# 赫尔辛堡市镇
赫尔辛堡市镇（瑞典語：Helsingborgs kommun）是瑞典南部斯科讷省的一个市镇。其治所位于赫尔辛堡城，赫尔辛堡是瑞典的第八大城市。